# 芙蓉路
芙蓉路是长沙市主干道之一，与东侧平行的韶山路共同构成长沙城市的南北两条大通道之一。经过多次修筑后，目前的芙蓉路总长达到50公里左右。
最初意义上的芙蓉路，基本上是沿建湘路、旧京广铁路铁路路基和长潭大道等路段修建的。长沙市最早的火车站位于现在的芙蓉路和五一大道交汇处，长沙火车站东移后，原铁路路基经过改造成为芙蓉路，北起伍家岭，南至南二环，全长9.4公里。
伍家岭以北原称金霞路，现已改称芙蓉北路，南二环以南为21世纪新僻，开通之初名为长沙大道，后改为芙蓉南路。统称为芙蓉路。
芙蓉路继续南筑，并连通至湘潭市，总长度超过60公里。为长株潭一体化的重要交通干道之一。